# Теодор Дзержек
Теодор Дзержек із гербу Нечуя. Жив у другій половині XVIII століття та на початку XIX століття.
Четвертий син від другого шлюбу Войцеха Дзержека (1714—1774), бахтинського старости та Барбари Дунін-Вонсович, доньки старости кисляцького Вацлава-Томаша. Брат генерала Рафала Дзержека. Теодор одружився з Теклею Стадницькою, дочкою Шимона Стадницького, консула сандомирського воєводства у Радомській конфедерації у 1767 році. Друга дружина Гелена Свєйковська була донькою каштеляна кам'янецького і воєводи подільського Леонарда Марціна Свєйковського.
У 1797 році Рафал Дзєржек старший брат Теодора, син Войцеха Дзєржека від першого шлюбу, продав Снітків своєму молодшому брату по батькові. На рубежі XVIII—XIX століть Теодор збудував у Сніткові садибу з палацом у класичному стилі. Проіснував палац до 1917 року.
Теодор Дзєржек був дідичем Кривохижинець, Супівки і Сніткова. У Супівці збудував чудовий мурований будинок, заклав фруктовий і декоративний сад.
Лейтенант 7-ї Національної кавалерійської бригади в 1780—1788 роках, маршалок Могилівського повіту в 1804 році.
Був кавалером ордена Святого Станіслава 1789 року.

## Родина
Войцех Дзержек (1714—1774) — батько, бахтинський староста
Барбара Дунін-Вонсович — мати, донька старости кисляцького Вацлава-Томаша Дунін-Вонсовича
Рафал Дзержек (1738 — ?) — старший брат, генерал
Текля Стадницька — дружина, (шлюб 1790 року), донька Шимона Стадницького, консула сандомирського воєводства у Радомській конфедерації
Син — Адам Флоріан Дзержек, (1799 — ?), (пол. Adam Florian Dzierżek h. Nieczuja)
Донька — Ізабела Дзержек (1799—1873), (пол. Izabela Dzierżek h. Nieczuja)
Донька — Анна Дзержек (1803—1860), (пол. Anna Dzierżek h. Nieczuja), друга дружина Ієроніма Собанського
Гелена Свєйковська — друга дружина, (шлюб 1800 року), донька каштеляна кам'янецького і воєводи подільського Леонарда Марціна Свєйковського
Мечислав Пашковський (1836—1873) — внук (син доньки), польський письменник, журналіст. Похований на Личаківському цвинтарі у Львові.